# Bossée
Bossée település Franciaországban, Indre-et-Loire megyében. Lakosainak száma 325 fő (2022. január 1.). Bossée Bournan, La Chapelle-Blanche-Saint-Martin, Le Louroux, Manthelan, Sainte-Maure-de-Touraine és Sepmes községekkel határos.

## Népesség
A település népességének változása:
| Lakosok száma | 371  | 309  | 308  | 353  | 335  | 334  | 330  | 328  | 327  | 325  |
|               | 1968 | 1982 | 1990 | 2006 | 2013 | 2015 | 2017 | 2019 | 2020 | 2022 |